# 亲电取代反应
亲电取代反应（英語：Electrophilic substitution），是亲电试剂取代其它官能团的化学反应。被取代的基团通常是氢，但存在其他基团被取代的情形。亲电取代是芳香族化合物的特性之一。芳香烃的亲电取代（SEAr）是一种向芳香环系，如苯环上引入官能团的重要方法。若如此分类，另一种主要的亲电取代反应是脂肪族的亲电取代。

## 芳香烃的亲电取代
这种类型中最重要的反应包括芳香环系的硝化反应、卤代反应、磺化反应以及傅-克反应（Friedel-Crafts）。

## 脂肪族的亲电取代
在脂肪族化合物的亲电反应中，亲电试剂取代反应物的一个官能团。该反应与更为常见的脂肪族亲核取代反应类似，只不过进攻基团是亲电试剂而非亲核试剂。脂肪亲电取代反应也可分为两种机制，即SE1和SE2，这与脂肪亲核取代反应可分为SN1和SN2是类似的。
典型的脂肪族亲电取代反应包括：
- 酮上α-氢的卤代反应
- 卡宾对碳-氢键的插入反应